# Camera riverberante elettromagnetica

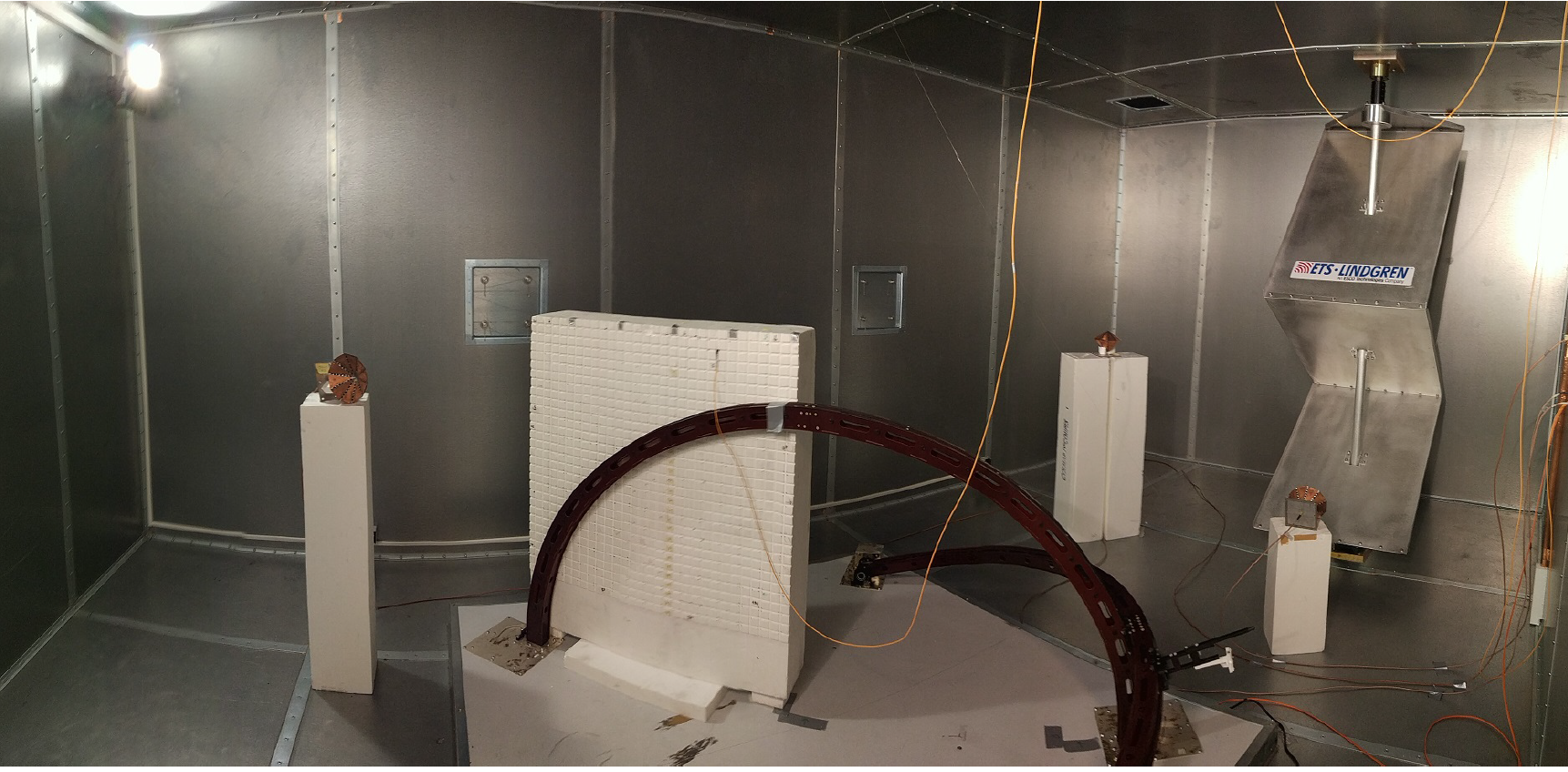
Uno sguardo nella camera riverberante dell'École supérieure d'électricité di Gif-sur-Yvette, France. Sulla destra si può osservare lo Stirrer (o Tuner) meccanico che, ruotando, ha il compito di modificare le condizioni al contorno garantendo (statisticamente) una distribuzione omogenea del campo elettromagnetico. In questo test setup sono anche osservabili tre antenne sorgente e una sonda per le misure di campo elettrico.

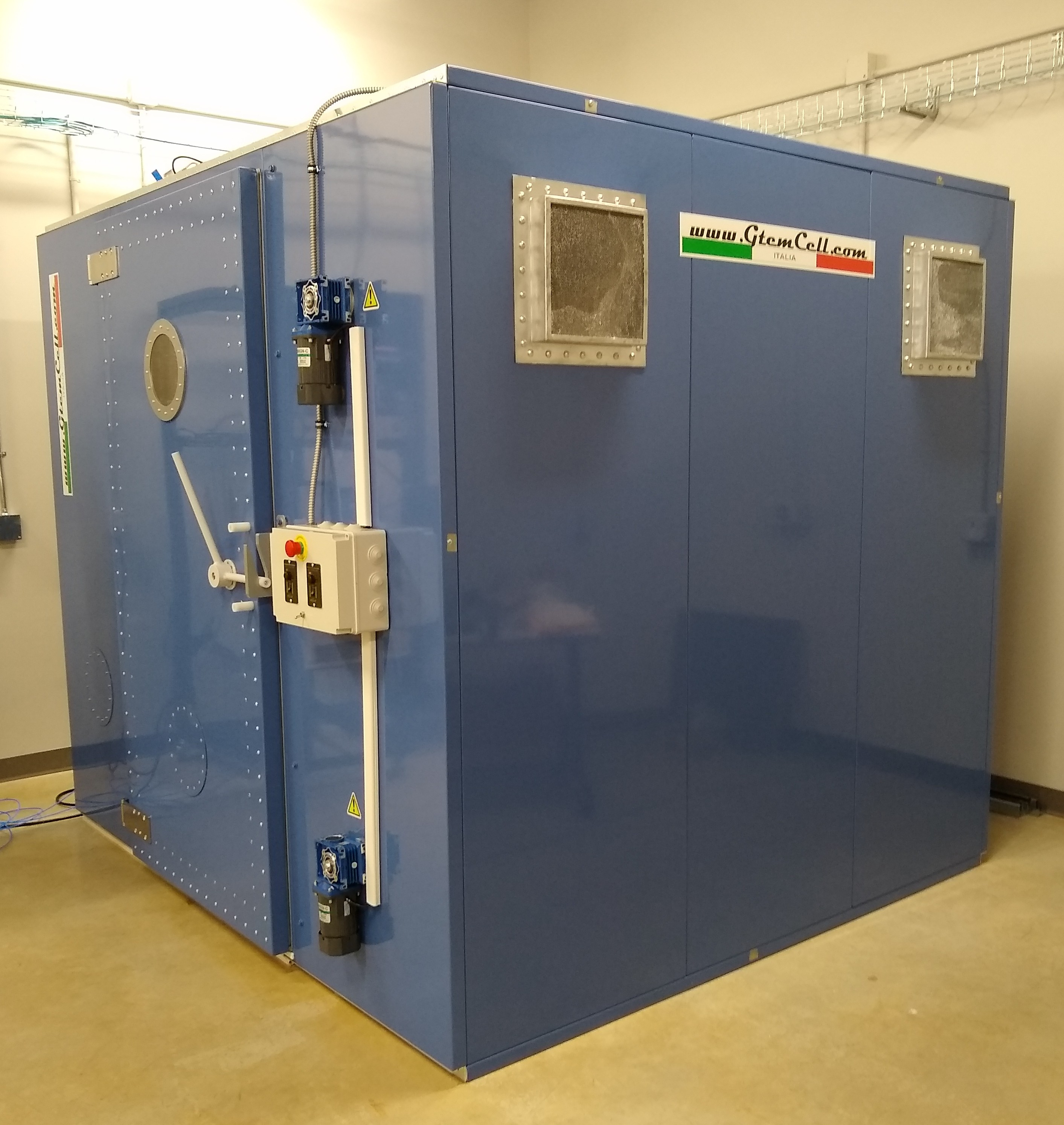
Camera riverberante GTEMCELL a due stirrer a velocità variabile. Frequenza operativa 400 MHz-60 GHz. La camera è attrezzata con N.4 honeycomb per la circolazione d'aria, N.3 pannelli tecnici di comunicazione In/Out con passaggi guida d'onda, passaggi coassiali e per fibre ottiche; sono presenti aperture schermate per termocamere e una finestra schermata di ispezione.

La camera riverberante elettromagnetica (nota anche come camera riverberante, o, in inglese, electromagnetic reverberation chamber) è un ambiente dedicato ai test di compatibilità elettromagnetica (EMC), quali test di emissione, suscettibilità e schermatura. Le prime camere di riverbero furono introdotte nel campo della ricerca elettromagnetica nel 1968 da H.A. Mendes, mentre nel campo dell'acustica le camere riverberanti erano già note e utilizzate dalla fine del 1800.

## Generalità
La camera riverberante è una camera schermata che, al contrario delle camere anecoiche, non assorbe (idealmente) energia elettromagnetica e le cui pareti riflettono le onde incidenti. A causa della minima quantità di energia assorbita dalle pareti, è possibile ottenere campi di elevata intensità iniettando segnali di moderata potenza. Una reverberation chamber è un risuonatore cavo con un fattore di merito (Q factor) estremamente elevato. La caratteristica principale è quella di fornire un campo statisticamente omogeneo per far sì che il dispositivo testato all'interno della camera (device under test, DUT) venga colpito ad ogni istante da onde piane aventi tutte le possibili direzioni di propagazione e diversa polarizzazione. Per garantire questa uniformità di campo, all'interno delle camere riverberanti è installato uno stirrer meccanico, cioè una costruzione che comprende delle sagome metalliche riflettenti orientate con diverse angolazioni e che, ruotando sul proprio asse, garantiscono un continuo cambiamento delle condizioni al contorno. Uno dei parametri che caratterizzano una camera riverberante è la Minima Frequenza di Utilizzo (o, in inglese, Lowest Usable Frequency (LUF)). Questo parametro indica la minima frequenza alla quale, all'interno della camera, è garantito un campo statisticamento omogeneo ed è strettamente legato alle dimensioni fisiche della camera stessa: "camere piccole hanno minime frequenze di utilizzo più elevate".
Il concetto di funzionamento delle camere riverberanti è paragonabile a quello dei comuni forni a microonde.

## Camere riverberanti negli standard internazionali
Le modalità di test per la compatibilità elettromagnetica che sfruttano le camere riverberanti sono inserite nello standard IEC 61000-4-21 rilasciato dalla Commissione Elettrotecnica Internazionale, dove vengono anche specificate e definite tutte le quantità collegate alle camere, quali: la media e i massimi valori di campo. 
Altre modalità ufficialmente riconosciute per test di compatibilità elettromagnetica includono le camere anecoiche e le camere GTEM (GTEM cells), celle TEM.

## Teoria
L'analisi teorica accettata dalla comunità elettromagnetica riguardante le camere riverberanti fu proposta negli anni '90 da David A. Hill. Partendo da un modello approssimato di campo e onde stazionarie, sono state derivate matematicamente le principali caratteristiche relative alla distribuzione del campo nella camera. La teoria che sta alla base delle camere riverberanti va ricercata nella propagazione delle onde nelle grandi cavità (dove, il termine grandi significa elettricamente grandi, con estensione maggiore della lunghezza d'onda in esame). Il fenomeno fisico che avviene all'interno della camera è la diffusione delle onde: un generico osservatore (o un DUT nel caso delle camere riverberanti) situato in una posizione casuale della camera risulta essere investito da molteplici onde provenienti da tutte le possibili direzioni, rendendo impossibile risalire al punto di origine delle tali. Questo fenomeno è la conseguenza delle infinite riflessioni delle onde contro le pareti della camera e lo stirrer.
Matematicamente, se una sorgente puntiforme irradia un campo scalare {\displaystyle \mathbf {F} _{({\widehat {\mathbf {k} }})}}lungo le direzioni {\displaystyle {\widehat {\mathbf {k} }}}, il segnale {\displaystyle V_{0}}registrato da un ricettore all'interno della camera può essere espresso come:
{\displaystyle V_{0}=\sum _{n=1}^{N}\alpha _{n}\mathbf {F} _{({\widehat {\mathbf {k} }})}}
dove {\displaystyle N} rappresenta il numero totale di diversi percorsi che le onde seguono dalla sorgente alla sonda (idealmente infiniti), e il coefficiente {\displaystyle \alpha _{n}}tiene conto delle perdite lungo il percorso. La diretta conseguenza alla teoria del campo diffuso è la ripetibilità delle misure. Infatti, quando il campo è diffuso, esso risulta essere indipendente dalla cavità, cioè le pratiche metrologiche effettuate in una determinata camera riverberante possono essere riprodotte in altre strutture assicurando il concetto di ripetibilità.
In una camera riverberante, ogni evento di riflessione può essere considerato esso stesso come una sorgente di onde piane che irradia in tutte le possibili direzioni, dando un contributo {\displaystyle \mathbf {E} _{({\widehat {\mathbf {k} }})}^{(n)}} al campo totale. La combinazione di tutte queste componenti è chiamato spettro angolare. Se si considera infine il campo elettrico misurato ad una posizione arbitraria {\displaystyle r}, esso può essere espresso tramite la sovrapposizione dei contributi generati da infinite riflessioni su infinite direzioni:
{\displaystyle \mathbf {E} _{(r,\omega )}=\sum _{n=1}^{\infty }\int _{4\pi }^{}\mathbf {E} _{({\widehat {k}},\omega )}^{(n)}e^{-jk_{0}{\widehat {\mathbf {k} }}\mathbf {r} }}
dove l'integrale degli {\displaystyle n} spettri angolari è svolto su 4 steradianti. {\displaystyle {\widehat {\mathbf {k} }}} è il vettore d'onda che include tutti gli angoli reali di propagazione e {\displaystyle k_{0}}rappresenta il numero d'onda del vuoto.
Discorso analogo può essere affrontato per il vettore campo magnetico {\displaystyle \mathbf {H} }.